# Ligyra tenebrosa
Ligyra tenebrosa är en tvåvingeart som beskrevs av Paramonov 1967. Ligyra tenebrosa ingår i släktet Ligyra och familjen svävflugor. Inga underarter finns listade i Catalogue of Life.